# Schnauzer (Film)
Schnauzer ist ein Spielfilm von Maxim Dessau von 1984. Er war der letzte verbotene DEFA-Film und wurde 1996 erstmals aufgeführt.

## Inhalt
Der Leiter der Abteilung für Materialbeschaffung in einem Maschinenbaukombinat, Siegfried Hirzek, soll für einen Exportauftrag besondere Bauteile wie einen Thyristor besorgen.
Der Film beschreibt in seinem Verlauf Unfähigkeit, Ignoranz und Gleichgültigkeit im Wirtschafts- und Alltagsleben der DDR in drastischen und teilweise auch sarkastischen Szenen. Letztendlich erleidet Siegfried Hirzek einen Herzinfarkt und seine Frau hat einen neuen Freund.
Der DEFA-Spezialist Ralf Schenk beschrieb Teile des Films so:

„Eine Odyssee durch einen Sumpf aus Stumpfsinn, Hilflosigkeit und Verlogenheit (…). Hirzek scheitert nicht an sich, sondern an der Gesellschaft, in der sich kaum mehr jemand für irgendetwas verantwortlich fühlt. (…) Badels Kamera schwenkt über gleichförmige Neubauviertel; die Büroräume sind eng und wirken schäbig, die Werkshallen sehen aus wie Labyrinthe. (…)
Viele Bilder spiegeln einen Erschöpfungszustand, der alle Beteiligten erfaßt zu haben scheint. (…)
Zu einem der stärksten Momente geriet eine Szene, in der Hirzeks Tochter zu Hause die Rezitation eines antifaschistischen Gedichts übt, ‚John Schehr und Genossen‘. Aber das Kind leiert die Verse herunter, es findet keine Bezüge zu ihrem Inhalt; die antifaschistische Attitüde entlarvt sich als Ritual, sinnentleert und fremd.“

## Hintergründe
Maxim Dessau, der Sohn des bekannten Komponisten Paul Dessau und der Theaterregisseurin Ruth Berghaus, wandte sich nach seinem Studienabschluss im November 1981 an den DEFA-Generaldirektor Hans Dieter Mäde mit der Bitte, einen Spielfilm nach dem Exposé Schnauzer des Schriftstellers Manfred Pieske (nach dessen gleichnamigen Roman) drehen zu dürfen.
Mit seinem Studienkollegen, dem Kameramann Peter Badel, änderte er danach allerdings das Konzept grundlegend von einem positiven sozialistischen Erfolgsroman zu einer möglichst ungeschönten Beschreibung der Realität der Arbeitswelt in der DDR.
Die beiden besuchten Betriebe und sprachen mit Arbeitern und Leitern.
Mit einer Handkamera und einem kleinen Team wollten sie an Originalschauplätzen mit Originalgeräuschen drehen.
Ihre Entwürfe mussten aber zweimal gründlich überarbeitet werden, ehe sie die Drehgenehmigung bekamen.
Seit Oktober 1983 fanden die Aufnahmen vor allem im Werkzeugmaschinenkombinat „Fritz Heckert“ sowie in einem Neubauviertel in Karl-Marx-Stadt statt.
Auch in den folgenden Wochen kam es zu Diskussionen und Unterbrechungen, besonders durch den DEFA-Produktionsleiter, der Inoffizieller Mitarbeiter (IM) des MfS war. Letztendlich wurden die Dreharbeiten nach acht Monaten abgebrochen. Als Gründe wurden angebliche qualitative farbliche Mängel des Filmmaterials und der Dramaturgie genannt.
Im Herbst 1988 wurde das gesamte ungeschnittene Negativmaterial auf Anordnung vernichtet. Nach 1989/1990 fanden sich dann überhaupt keine Überreste des Films mehr, auch Standfotos, Protokolle und Tonbänder waren vollständig verschwunden.
1996 konnte dennoch eine Arbeitsfassung erstmals in Chemnitz gezeigt werden, da sich eine Kopie erhalten hatte, die die Filmemacher der DEFA-Leitung Anfang 1984 zur Zwischenüberprüfung vorlegen mussten.
Seitdem sind keine weiteren Aufführungen bekannt.